# Manobras de Diversão
Manobras de Diversão foi um projecto humorístico criado pelas Produções Fictícias e desenvolvido no teatro e na televisão. Dele fizeram parte Marco Horácio, Manuel Marques e Bruno Nogueira, tal como actrizes como Sofia Grillo, Carla Salgueiro e Joana Capucho.
Em 2002-2003, as Manobras de Diversão apresentaram no Teatro S. Luís, em Lisboa, espectáculos com sketches caricaturando a actualidade político-social como "Não Há Crise", "O Espírito de Natal" e "Fechado para Férias". Em Dezembro de 2003, estreou o espectáculo "Manobras Completas", o qual reuniu os melhores textos do grupo (escritos por um conjunto amplo de argumentistas das PF).
No final de 2004, surgiu na SIC a versão televisiva das Manobras, que conheceu apenas uma série. Mais tarde, foram publicados em livro (com o qual foi distribuído um DVD com um especial gravado na Feira do Livro de Lisboa) alguns dos textos representados no teatro e na televisão.